# 黃圖南
黃圖南，号沧秋，福建福州永泰县白云人，清朝政治人物、進士出身。

## 生平
咸豐三年（1853年）癸丑科進士，任翰林院侍读、左春坊左庶子、日讲起居注官、贵州提督学政。